# Neagolius haroldi
Neagolius haroldi är en skalbaggsart som beskrevs av Koshantschikov 1894. Neagolius haroldi ingår i släktet Neagolius och familjen Aphodiidae. Inga underarter finns listade i Catalogue of Life.